# Glogovica, Ivančna Gorica
Glogovica este o localitate din comuna Ivančna Gorica, Slovenia, cu o populație de 145 de locuitori.